# Epaminonda Nicu
Epaminonda Nicu (* 17. Dezember 1979 in Bukarest) ist ein ehemaliger rumänischer Fußballspieler. Der Außenverteidiger bestritt insgesamt 151 Spiele in der rumänischen Liga 1. Im Jahr 2009 gewann er mit Unirea Urziceni die rumänische Meisterschaft.

## Karriere
Nicu begann seine Karriere bei Unirea Urziceni, wo er den steilen Aufstieg des Vereins von der Divizia C bis in die UEFA Champions League von Anfang an miterlebte. Der größte Erfolg seiner bisherigen Karriere war der Gewinn der Meisterschaft 2009. Am Ende der Saison 2010/11 musste er mit seiner Mannschaft wieder in die Liga II absteigen. Nach der Auflösung des Vereins im Sommer 2011 schloss er sich dem Erstligisten FCM Târgu Mureș an. Auch mit seinem neuen Team gelang ihm in der Spielzeit 2011/12 nicht der Klassenverbleib. Er blieb dem Klub auch im Unterhaus erhalten. Im Sommer 2013 wechselte er zu Ligakonkurrent ACS Berceni. Dort konnte er sich mit seinem Team in der Saison 2013/14 für die Play-offs qualifizieren, verpasste den Aufstieg jedoch klar. In den folgenden beiden Jahren sicherte er sich mit seinem Team über die Abstiegsrunde den Klassenverbleib. In der Spielzeit 2015/16 fungierte er zudem als Mannschaftskapitän. Im Sommer 2016 verließ er Berceni und schloss sich dem Ligakonkurrenten Unirea Tărlungeni an. Dort beendete er Ende 2016 seine Laufbahn.

## Erfolge
- Rumänischer Meister: 2009
- Aufstieg in die Liga 1: 2006
- Aufstieg in die Liga 2: 2003